# 대한민국 형사소송법 제166조
대한민국 형사소송법 제166조는 동행명령과 구인에 대한 형사소송법의 조문이다.

## 조문
제166조(동행명령과 구인) ① 법원은 필요한 때에는 결정으로 지정한 장소에 증인의 동행을 명할 수 있다.
②증인이 정당한 사유없이 동행을 거부하는 때에는 구인할 수 있다.

第166條(同行命令과 拘引) ① 法院은 必要한 때에는 決定으로 指定한 場所에 證人의 同行을 命할 수 있다.
②證人이 正當한 事由없이 同行을 拒否하는 때에는 拘引할 수 있다.

## 참고 문헌
- 손동권 신이철, 새로운 형사소송법(초판, 2013), 세창, 2013. ISBN 9788984114081